# Crazy 2K Tour
Crazy 2K Tour, también conocida como (You Drive Me) Crazy Tour, fue la segunda gira musical de la cantante estadounidense Britney Spears, lanzada en apoyo de sus álbumes de estudio ...Baby One More Time (1999) y Oops!... I Did It Again (2000). La gira fue diseñada como una continuación del ...Baby One More Time Tour y un preludio al Oops!... I Did It Again Tour. Fue patrocinada por Got Milk? y Polaroid.
La gira se dividió en varios segmentos, y cada segmento fue seguido por un interludio al siguiente segmento, y terminó con un encore. El setlist constaba de nueve canciones, siete de ...Baby One More Time y dos inéditas que después serían incluidas en su entonces próximo álbum, Oops!... I Did It Again. Durante la gira, Spears fue acusada de hacer sincronía de labios, aunque ella negó estas afirmaciones. El espectáculo fue grabado y transmitido en Fox. Un DVD titulado Live and More! también fue lanzado.

## Acerca del show

### Escenario
Nuevamente, este escenario carece de una pasarela, aunque su estructura es el doble de grande que los escenarios de sus tours anteriores. Consistía en una escalera central que al final era coronada por una gran pantalla ovalada, y al final del fondo, una gran pista de baile. Para el concierto de Hawái, fueron agregados elementos tropicales y la escalera fue re-estilizada con un toque para simular madera.

### Canciones
Como la gira se inició dos meses antes del lanzamiento del segundo álbum de Spears, Oops!... I Did It Again, Spears presentó 2 canciones de lo que sería su segundo álbum. "Don't Let Me Be the Last to Know" y "Oops!... I Did It Again".

### Sinopsis
El show comenzó con los bailarines de Britney moviéndose por el escenario como si se tratara de un pasillo de la escuela antes de sentarse para la clase. Luego cuando pasan asistencia nombran a Britney, pero ella no está allí y los bailarines se burlan del público, para que luego Spears ascienda a través de un ascensor en la parte superior de la escalera, cantando el coro de "...Baby One More Time" a cappella. Spears entonces comienza un baile con extractos de "IT'S BRITNEY SPEARS BABY" y desaparece en uno de los casilleros para volver a aparecer cantando "(You Drive Me) Crazy", todo esto, inspirado en su presentación en los premios MTV VMA de 1999, cuando cantó junto a *NSYNC.
Seguido, los bailarines de Spears bailan la canción de *NSYNC, Bye Bye Bye con la coreografía del Pop Odyssey Tour.
A continuación Britney aparece interpretando  "Don't Let Me Be the Last to Know" sentada en una pequeña alfombra mágica, la cual se eleva desde el tope de la escalera central y vuela sobre el escenario, mientras se esparce humo por todo el escenario.
Los grupos musicales Lyte Funky Ones y Destiny's Child fueron los teloneros de la gira.

## El Tour en TV
Escenas de "(You Drive Me) Crazy" y "Oops!... I Did It Again" salieron al aire en Britney Spears TV, sólo en Japón, en donde se transmiten conciertos, videos y entrevistas.
Clips del backstage de "(You Drive Me) Crazy", "Oops!... I Did It Again" y "Don't Let Me Be the Last to Know se mostraron en el Rosie O'Donnell Show. 
Parte de esta gira han sido transmitidas por televisión, como en M6 en Francia. Un clip del Intro & "(You Drive Me) Crazy" del show en Baltimore se mostró en un episodio de "Reve De Fans" 
El concierto hawaino de Britney, con diferentes trajes, setlist editado, y otras características para celebrar la ubicación tropical, fue difundido en FOX para un especial. El especial se puede ver en el DVD / VHS Live and More!

## Teloneros
- Lyte Funky Ones
- Destiny's Child (solo en Hawái)

## Repertorio
1. «(You Drive Me) Crazy»
2. «Born to Make You Happy»
3. «I Will Be There»
4. «Don't Let Me Be the Last to Know»
5. «Oops!... I Did It Again»
6. «From the Bottom of My Broken Heart»
7. «The Beat Goes On»
8. «Sometimes»
9. «...Baby One More Time»

## Fechas de la gira
| Norteamérica        |                   |                     |                                   |
| 8 de marzo de 2000  | Pensacola         | Florida             | Pensacola Civic Center            |
| 9 de marzo de 2000  | Birmingham        | Alabama             | Birmingham Jefferson Civic Center |
| 10 de marzo de 2000 | North Little Rock | Arkansas            | Alltel Arena                      |
| 12 de marzo de 2000 | Memphis           | Tennessee           | Pyramid Arena                     |
| 13 de marzo de 2000 | Louisville        | Kentucky            | Freedom Hall                      |
| 14 de marzo de 2000 | Auburn Hills      | Míchigan            | The Palace of Auburn Hills        |
| 15 de marzo de 2000 | Cincinnati        | Ohio                | U.S. Bank Arena                   |
| 19 de marzo de 2000 | Grand Rapids      | Míchigan            | Van Andel Arena                   |
| 20 de marzo de 2000 | Moline            | Illinois            | Mark of the Quad Cities           |
| 21 de marzo de 2000 | Madison           | Wisconsin           | Kohl Center                       |
| 22 de marzo de 2000 | Rosemont          | Illinois            | Allstate Arena                    |
| 23 de marzo de 2000 | Rosemont          | Illinois            | Allstate Arena                    |
| 25 de marzo de 2000 | Worcester         | Massachusetts       | Worcester's Centrum Centre        |
| 26 de marzo de 2000 | Baltimore         | Maryland            | Baltimore Arena                   |
| 27 de marzo de 2000 | Albany            | Nueva York          | Pepsi Arena                       |
| 29 de marzo de 2000 | Greensboro        | Carolina del Norte  | Greensboro Coliseum               |
| 31 de marzo de 2000 | Tampa             | Florida             | Ice Palace                        |
| 1 de abril de 2000  | Miami             | Florida             | American Airlines Arena           |
| 2 de abril de 2000  | Daytona Beach     | Florida             | Ocean Center                      |
| 4 de abril de 2000  | Nueva Orleans     | Luisiana            | New Orleans Arena                 |
| 6 de abril de 2000  | Greenville        | Carolina del Sur    | BI-LO Center                      |
| 7 de abril de 2000  | Roanoke           | Virginia            | Roanoke Civic Center              |
| 8 de abril de 2000  | Charleston        | Virginia Occidental | Charleston Civic Center           |
| 9 de abril de 2000  | Knoxville         | Tennessee           | Thompson-Boling Arena             |
| 24 de abril de 2000 | Honolulu          | Hawái               | Waikiki Bech                      |

## Conciertos cancelados
| Fecha               | Ciudad       | Estado   | Lugar                      |
| ------------------- | ------------ | -------- | -------------------------- |
| 14 de marzo de 2000 | Evansville   | Indiana  | Roberts Stadium            |
| 29 de marzo de 2000 | Richmond     | Virginia | Richmond Coliseum          |
| 6 de abril de 2000  | Jacksonville | Florida  | Jacksonville Coliseum      |
| 8 de abril de 2000  | Sunrise      | Florida  | National Car Rental Center |
| 9 de abril de 2000  | Fort Myers   | Florida  | TECO Arena                 |

- Datos: Q1369551